# Oleofilowość
Oleofilowość – określenie odnoszące się do:
- zdolności cząsteczek danej substancji do oddziaływania z cząsteczkami niepolarnych rozpuszczalników (tzw. olejów)
- oraz do cechy makroskopowej materiałów.

Znajduje zastosowanie m.in. w druku offsetowym, gdzie elementy formy drukarskiej z materiałów oleofilowych (miedź, mosiądz, poliester, a także naświetlone warstwy fotoutwardzalne lub nienaświetlone warstwy fotorozpuszczalne) absorbują i przekazują farbę drukową.